# سوروگادای-نیوی
سوروگادای-نیوی (به ژاپنی: 駿河台匂 スルガダイニオイ Surugadainyoi) نام علمی بر اساس کتاب ساکورای ژاپن
(Cerasus lannesiana 'Surugadai-odora' Miyoshi) نام یک نوع درخت ساکورای باغی است. این ساکورا از نوع گیلاس اوشیما است. تمامی درختان گیلاس اوشیما دارای شکوفه‌های معطر هستند در این میان به‌خصوص سوروگادای-نیوی بخاطر عطر شکوفهٔ آن شهرت دارد. لبهٔ گلبرگ‌های آن برش‌های کوچکی دارد. رنگ برگ آن مایل به بنفش است.
- تعداد گلبرگ: ۵–۱۰ عدد
- رنگ: سفید
- قطر گل: ۳٫۲ تا ۴ سانتیمتر
- زمان گل‌دهی:اواسط ماه آوریل
- محل نمونه:باغ گیاه‌شناسی جنگل تاما

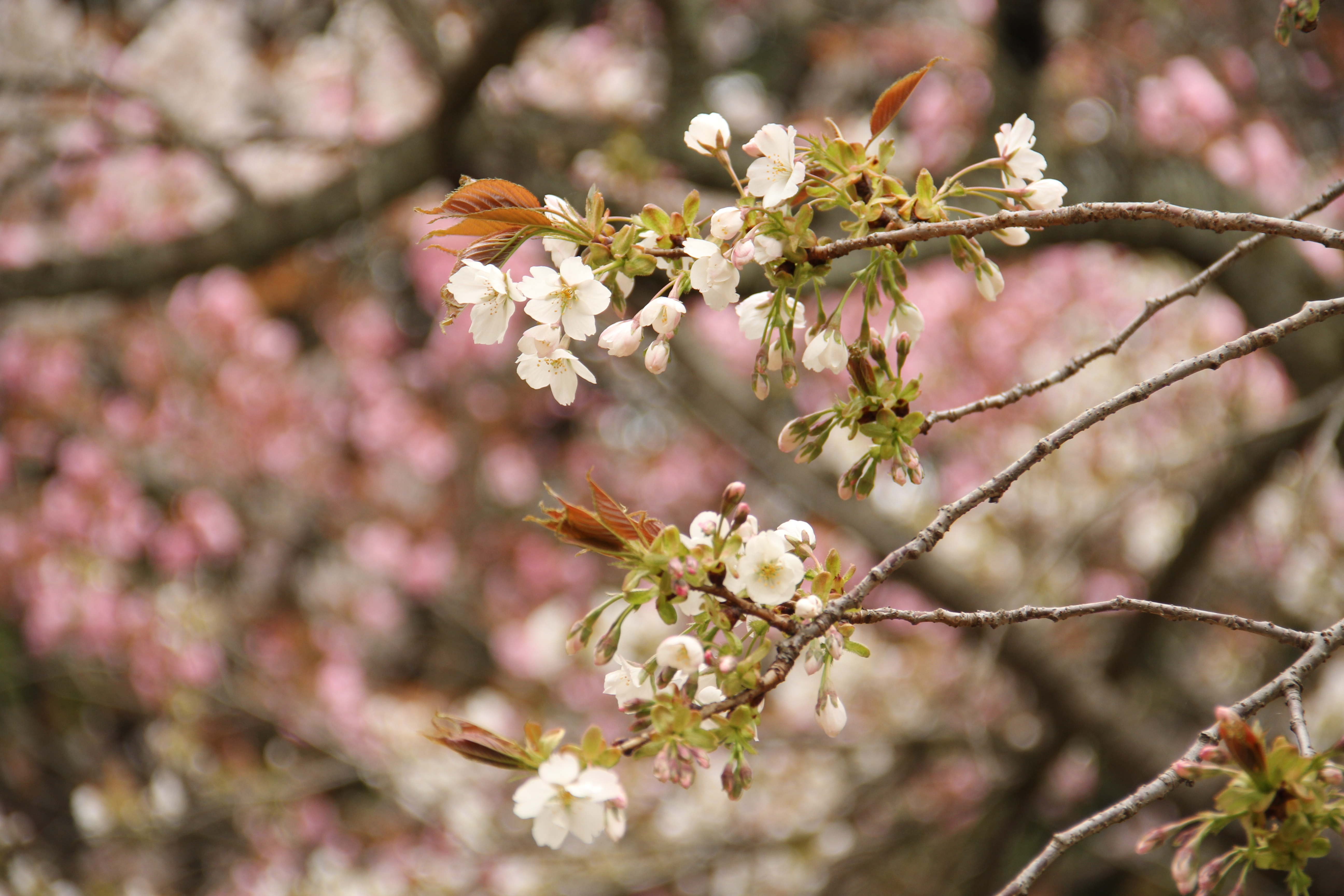
سوروگادای-نیوی